# Hemiexarnis iuguma
Hemiexarnis iuguma är en fjärilsart som beskrevs av Brandt 1938. Hemiexarnis iuguma ingår i släktet Hemiexarnis och familjen nattflyn. Inga underarter finns listade i Catalogue of Life.